# Văn Quán (phường)
Văn Quán là một phường thuộc quận Hà Đông, thành phố Hà Nội, Việt Nam.

## Địa lý
Địa giới hành chính phường Văn Quán:
- Phía đông giáp huyện Thanh Trì và quận Thanh Xuân
- Phía tây giáp phường Quang Trung
- Phía nam giáp phường Phúc La
- Phía bắc giáp phường Mộ Lao và quận Nam Từ Liêm.

Phường Văn Quán có diện tích 1,40 km², dân số năm 2022 là 23.570 người, mật độ dân số đạt 16.835 người/km².

## Lịch sử
Dưới thời nhà Nguyễn, Văn Quán vốn là một làng thuộc tổng Thanh Oai Thượng, huyện Thanh Oai, phủ Ứng Thiên, trấn Sơn Nam Thượng.
Sau năm 1945, làng Văn Quán cùng với các làng Mộ Lao, Cầu Đơ, Hà Trì được sáp nhập vào thị xã Hà Đông. Lúc này, Văn Quán trở thành một thôn ngoại thị của thị xã.
Năm 1965, thôn Văn Quán sáp nhập với 3 thôn Mỗ Lao (Mộ Lao), Yên Phúc và Xa La để thành lập xã Văn Yên thuộc thị xã Hà Đông.
Ngày 23 tháng 6 năm 1994, Chính phủ ban hành Nghị định 52-CP. Theo đó, giải thể xã Văn Yên để thành lập hai phường Văn Mỗ và Phúc La.
Phường Văn Mỗ gồm có các thôn Văn Quán, Mỗ Lao thuộc xã Văn Yên cũ và phố Trần Phú của phường Yết Kiêu với 266,96 ha diện tích tự nhiên và 13.703 người.
Ngày 27 tháng 12 năm 2006, phường Văn Mỗ thuộc thành phố Hà Đông mới thành lập.
Ngày 1 tháng 3 năm 2008, Chính phủ ban hành Nghị định 23/2008/NĐ-CP. Theo đó, chia phường Văn Mỗ thành hai phường Văn Quán và Mộ Lao.
Phường Văn Quán có 139,6 ha diện tích tự nhiên, dân số là 12.547 người.
Ngày 8 tháng 5 năm 2009, quận Hà Đông được thành lập trên cơ sở toàn bộ diện tích và dân số của thành phố Hà Đông, phường Văn Quán thuộc quận Hà Đông cho đến nay.